# Ottavio Rinuccini

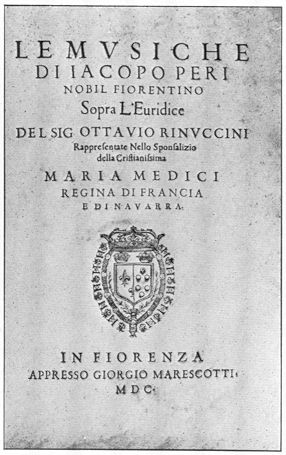
Portada de la primera edición de Eurídice de Jacopo Peri y libreto de Ottavio Rinuccini.

Ottavio Rinuccini (20 de enero de 1562-28 de marzo de 1621) fue un poeta italiano y cortesano de finales del Renacimiento y comienzos del Barroco. Fue el libretista de la que es considerada la primera ópera: Dafne (1597), con música de Jacopo Peri.

## Biografía
Rinuccini era un hombre noble, miembro de la Accademia Fiorentina y Accademia degli Elevati (academia de los conspicuos). 
Era parte de la corte de los Médici, para los que, a partir de 1579, participó en la creación de los intermedios efectuados en Florencia. 
Fue uno de los libretistas de La pellegrina, un drama de Girolamo Bragagli, montado en Florencia en ocasión de la boda del duque Fernando I de Médici con Cristina de Lorena, princesa de Francia. 
Fue el primer libretista de una ópera, cuando colaboró con Jacopo Peri hacia 1590 para la primera ópera (hoy perdida): Dafne, en 1597, montada en la casa de los Corsi. 
Se repitió varias veces, en ocasión de los carnavales de 1599 y 1600, también en 1604 y 1611, y en la corte de Mantua de los Gonzaga, en 1608. 
Inspiró la ópera Dafne, libreto de Martin Opitz y música del alemán Heinrich Schütz y escenificada en Torgau en 1627.
También escribió el libreto de su segunda ópera Eurídice, que es la ópera más antigua que se conserva, y muchos más libretos para otros compositores. Entre 1600 y 1604, Rinuccini permaneció en París donde pudo conocer al Ballet Francés de la Corte. En 1608, Rinuccini trabajó con Claudio Monteverdi con el que hizo Il ballo delle ingrate, y L'Arianna —ópera perdida, de la que sólo sobrevivió el famoso Lamento—, además de otros madrigales.

## Obras con textos de Rinuccini
- Dafne (música de Jacopo Peri): ópera perdida
- Eurídice (música de Jacopo Peri)
- Eurídice (música de Giulio Caccini)
- Varias arias de Le nuove musiche (música de Giulio Caccini)
- Con música de Claudio Monteverdi:
  - Il ballo delle ingrate
  - L'Arianna (ópera perdida): solo se conserva El lamento de Ariadna
  - Madrigales Zefiro torna y Il lamento della ninfa.
- Otras con música de Domenico Belli, Sigismondo d'India y otros.

## Enlaces relacionados
- RecMusic.org/Lieder/R/Rinuccini/ (textos de Ottavio Rinuccini musicalizados).

- Datos: Q443900
- Multimedia: Ottavio Rinuccini / Q443900